# NGC 2036
NGC 2036 ist ein offener Sternhaufen in der Großen Magellanschen Wolke im Sternbild Mensa. Der Sternhaufen wurde am 11. November 1836 von dem Astronomen John Herschel entdeckt. Die Entdeckung wurde später im New General Catalogue verzeichnet.